# Jacques Triger
Jacques Triger (a veces llamado Jules por confusión con su hermano) (1801–1867) fue un geólogo francés, inventor del "Procedimiento Triger" para facilitar la excavación por debajo del nivel freático en terrenos anegados de agua. Triger también fue director Delegado de la Minería del Carbón en Chalonnes-sur-Loire (Maine-et-Loire).

## Biografía[2]

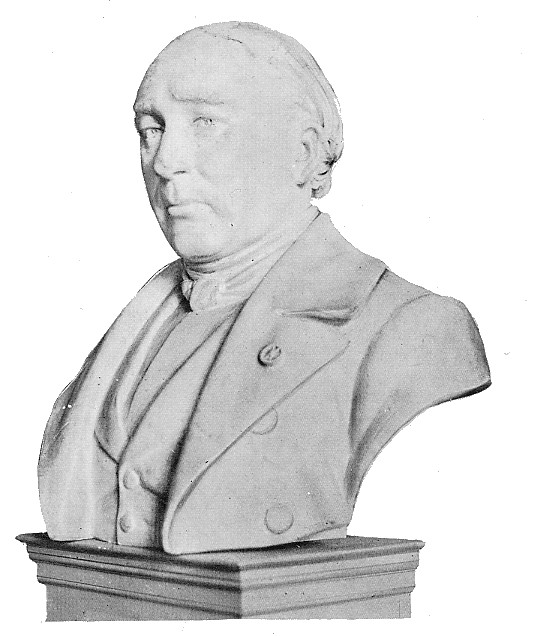
Busto de Jacques Triger. Musée Vert, Le Mans (Francia)

Triger nació en Mamers, una ciudad en el Sarthe francés, el 10 de marzo de 1801. Estudió en La Flèche y después en París, donde conoció a Louis Cordier en 1825. Cordier, por entonces ya un eminente geólogo, impartió a Triger sus primeras lecciones de geología. Triger se interesó rápidamente en los retos técnicos de este sector industrial. A los 32 años de edad, junto con distintos gerentes especializados de la región, desarrolló y puso en marcha una serie de nuevas industrias en Sarthe y en Mayenne: tres minas de carbón, un molino para fabricar papel y una serrería.
En 1833 es abandonado por la mujer con la que había acordado casarse. Esta decepción en su vida personal le hizo volcarse intensamente en su trabajo: producción de grava de rocas dolomíticas, construcción de fuentes públicas en Mamers y el estudio detallado de las acumulaciones de aguas freáticas subterráneas en la zona de Le Mans.
Hacia 1834 comenzó el estudio y la investigación geológica de su región de origen (Sarthe y Mayenne), sin dejar de trabajar en este ambicioso proyecto hasta la fecha de su muerte. Estas investigaciones, y sus intercambios de opiniones con Louis Cordier, le condujeron a Anjou (Maine-et-Loire), donde la minería del carbón era una actividad común. Así, en 1839, Triger empezó a considerar seriamente la manera de alcanzar la roca sólida junto al río Loira, a unos 20 metros por debajo de la superficie del terreno repleto de agua. Después de haber leído muchos artículos sobre aire comprimido, se convenció de que podía utilizar este método para excavar a través de esta capa de tierra anegada. Su éxito no radicó en la idea de utilizar el aire comprimido, si no en la invención del sistema para pasar de la zona de aire comprimido a la zona de presión de aire ambiental. Y especialmente al hallazgo de una manera práctica de utilizar la técnica a escala industrial. Con el soporte financiero y administrativo de Emmanuel de Las Cases, consiguió perforar el terreno para empotrar en el lecho de roca cinco tubos de acero (que servían de forro de los fustes definitivos) gracias a su invención, que fue posteriormente adaptada y aplicada repetidamente para excavar cimientos, apoyos de puentes y numerosos túneles.
Aunque centrado en sus actividades industriales, no se alejó demasiado de su trabajo de investigación geológica. Ayudado por su afición a viajar, pieza a pieza, confeccionó el primer mapa geológico del condado de Sarthe. Después de más de 20 años de investigación, el documento fue presentado en 1853 en la Sociedad geológica de Francia. La base topográfica, soporte de las capas geológicas, fue preparada por el propio Triger. Para diseñar este documento, tuvo que estudiar los numerosos fósiles de su condado y tratar algunos de los misterios de aquel tiempo, como la estructura del terreno Cretácico de Maine, o el estudio de los terrenos Silúrico-Devónico-Carboníferos del oeste de Francia.
Triger quiso deliberadamente que la identificación de los estratos geológicos se hiciera tomando prestada la terminología de la paleontología (nombres de fósiles). Veía en este nuevo sistema "la ventaja preciosa de una lengua universal que pudiera entenderse en todas partes, sin necesidad de comentarios, y que fácilmente ayudaría a los geólogos de todas las regiones del globo a comunicarse".
También se dedicó a la paleontología, formando parte del primer equipo que excavó el sitio arqueológico de Roc-en Paille (Chalonnes-sur-Loire, Maine-et-Loire). Su enorme colección de rocas, fósiles y minerales se puede ver en el Museo de Historia Natural de Angers.
Una última tarea especialmente encomiable mantuvo a Triger ocupado hasta el fin de su vida: la confección de los perfiles transversales geológicos de la totalidad de la parte oriental de Francia. Este enorme trabajo fue llevado a cabo por un equipo de geólogos dirigido por Triger: secciones geológicas de París a Brest, de Le Mans a Angers, de París a Rennes, de Vendôme a Brest...
El 16 de diciembre de 1867 Triger murió de un ataque al corazón después de una reunión en la Sociedad geológica de Francia, donde había trabajado durante 35 años.

## Reconocimientos
- Fue nombrado Oficial de la Legión de Honor.
- El de Triger es uno de los 72 nombres inscritos en la Torre Eiffel.

## Detalles del Procedimiento Triger

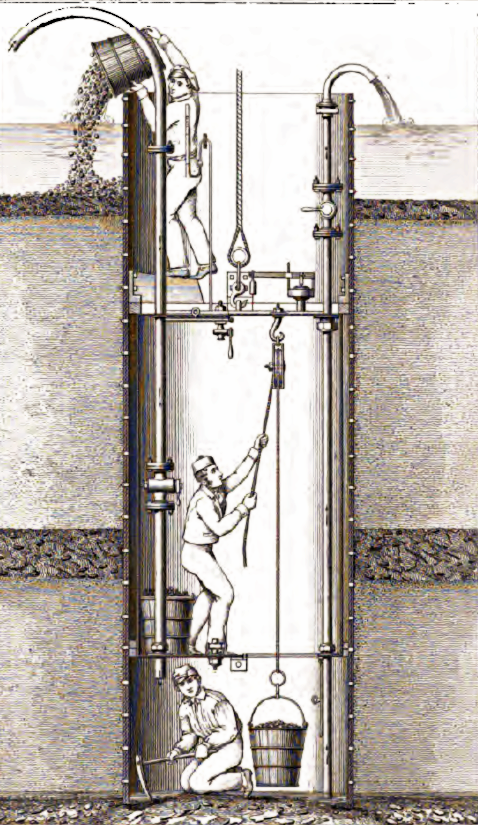
Un esquema de un cajón abierto ideado por Triger (1846)

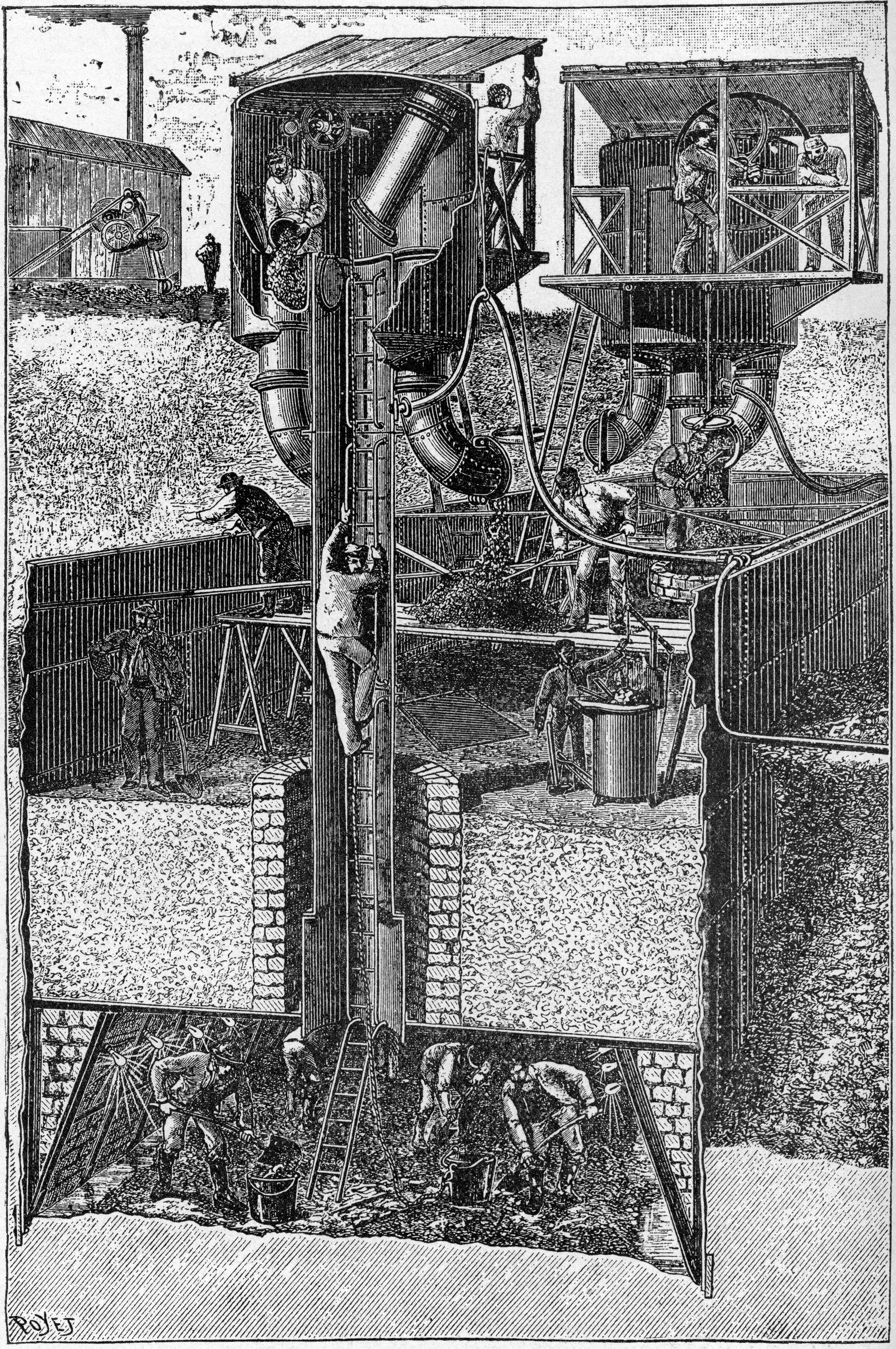
Construcción de los cimientos de la Torre Eiffel (1887)

El trabajo de excavación se desarrolla dentro de una cámara (denominada "cajón") abierta en su parte inferior y en la que se bombea aire comprimido para evitar la entrada de agua.  Originalmente desarrollado para su uso en las minas de carbón (Minas de Chalonnes-sur-Loire, 1839), fue más tarde aplicado a la construcción de cimentaciones de puentes y a otros usos civiles. Entre otros muchos ejemplos, el proceso fue utilizado en el Puente de Brooklyn (1870) en los Estados Unidos y en el Puente del Firth of Forth en Escocia. Los riesgos para la salud de trabajar en un entorno hiperbárico fueron gradualmente descubiertos durante las obras de estos proyectos. El proceso fue también utilizado por Gustave Eiffel para la cimentación de dos de los cuatro pilares en los que se apoya la Torre Eiffel.
Hoy en día el método es todavía utilizado en la construcción de túneles y en las operaciones de cimentaciones profundas en terrenos saturados de agua. Las modernas máquinas tuneladoras también utilizan aire comprimido para excavar tierras bajo acúmulos de agua.